# Nyctemera obtusa
Nyctemera obtusa là một loài bướm đêm thuộc phân họ Arctiinae, họ Erebidae.